# Charles de Warnery

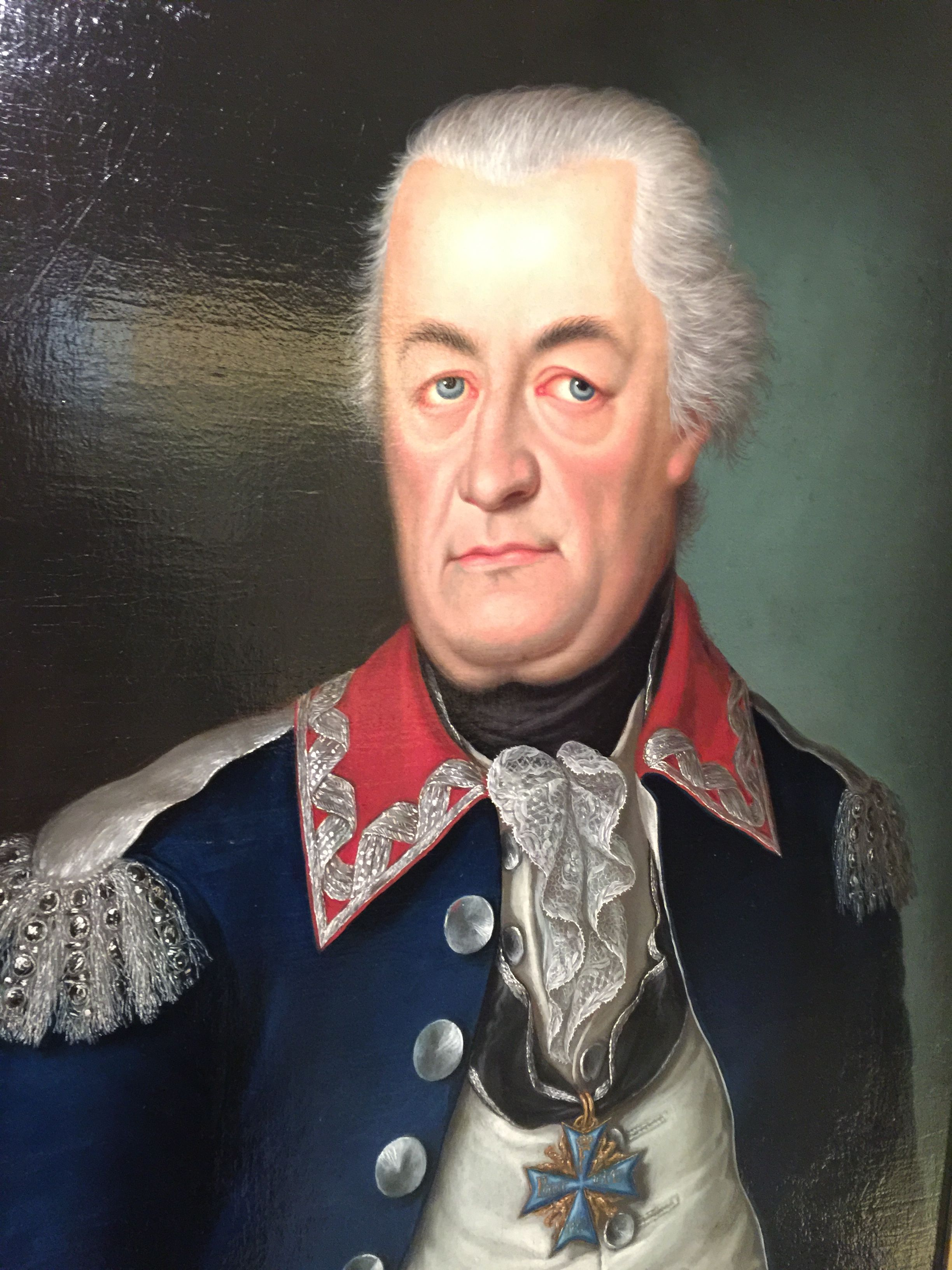
Charles de Warnery

Charles de Warnery (ur. 1720, zm. 1786) – historyk wojskowości. W wieku 14 lat wstąpił na służbę do króla Sardynii. Później służył pod rozkazami Fryderyka II Wielkiego, króla Prus. Brał udział w wojnie siedmioletniej. W 1758 przeniósł się do Polski, gdzie osiągnął stopień generała-majora.